# San Nicomede (Salsomaggiore Terme)
San Nicomede è una località della frazione di Scipione, nel comune di Salsomaggiore Terme, in provincia di Parma.
La località di San Nicomede è situata nella valle del torrente Stirone, a poca distanza dalla riva destra del torrente; dista circa 4 km da Salsomaggiore Terme, circa 10 km da Fidenza e circa 32 km da Parma.

## Geografia fisica
La località di San Nicomede rappresenta uno dei possibili punti di accesso per visitare il parco fluviale regionale dello Stirone, importante area a livello ambientale, paesaggistico e geologico.

## Storia
La località, costituita da poche case sparse nel territorio, si sviluppò nei dintorni della pieve innalzata nell'880, visitata in epoca medievale da numerosi pellegrini che percorrevano la vicina via Francigena per la presenza di un pozzo, le cui acque erano considerate taumaturgiche.
La posizione decentrata rispetto alla strada di collegamento fra Fidenza e Salsomaggiore causò tra la fine del XIX secolo e gli inizi del XX lo spostamento degli abitanti nella vicina frazione di Ponteghiara, ove fu innalzata nel 1933 la chiesa del Santissimo Crocifisso; quest'ultima divenne sussidiaria della nuova parrocchia di San Nicomede, che si rese indipendente dalla chiesa di Salsominore nel 1939; nel 1965 tuttavia, a causa del ridotto numero di abitanti della località di San Nicomede, la sede parrocchiale fu spostata a Ponteghiara.

## Monumenti e luoghi d'interesse

### Pieve di San Nicomede
La pieve fu innalzata nell'880 su una preesistente fonte di epoca remota; fu ampliata e modificata in stile romanico con la costruzione dell'abside nel XIII secolo e della navata nel XIV; nel 1909 furono infine costruiti in stile gotico lombardo il campanile e la facciata con protiro.
La piccola cripta, originaria del IX secolo, è sostenuta da quattro colonne di reimpiego, di cui metà romane e le altre longobarde; nella zona absidale è presente l'antichissimo pozzo marmoreo innalzato intorno all'800.